# Giovanni Succi
Giovanni Succi, pseudonimo di Gianbeppe Succi (Nizza Monferrato, 1969), è un musicista, cantautore e paroliere italiano conosciuto, oltre che per la sua attività di solista, anche per esser stato tra i fondatori di band come Madrigali Magri e Bachi da pietra.

## Biografia

### Infanzia e studi
Gianbeppe Succi nasce a Nizza Monferrato nel 1969. Compie gli studi di Lettere moderne presso Università degli Studi di Genova dove si laurea nel 1996 con una tesi in Storia della Lingua Italiana. Parallelamente, dal 1988 portò avanti l'attività di musicista in una serie di band tra hard rock ed heavy metal assieme al compagno Valerio Rossi. Tra i nomi di questi gruppi c'erano gli Evil Virus, i Muthna ed i N.a.p.a.l.m.

### 1996-2002: Madrigali Magri
In seguito agli studi, tornato a Nizza Monferrato, Succi suonò nel gruppo musicale blues Roots Connection, con cui incise il brano Saturday Sun di Nick Drake pubblicato nella compilazione tributo Five Leaves Theft (Musical Notes On Nick Drake's First Album) (Baracca & Burattini, 1998). Intanto, già nel 1995 fu tra i fondatori come chitarrista e voce dei Madrigali Magri assieme a Nicoletta Parodi e Valerio Rossi. La band, che segnò la sua carriera di musicista negli anni successivi, pubblicò nel 1996 la prima cassetta omonima autoprodotta dai Madrigali Magri. Seguì nel 1999 l'album Lische, autoprodotto su marchio MadMag, che ottenne un discreto successo di critica, aprendo le porte al contratto con la Wallace Records. Con la Wallas Records la band pubblicò due album intitolati Negarville (Wallace Records, 2000) e Malacarne (Wallace Records, 2002).

### 2004-2011: I Bachi Da Pietra
Dopo la fine dell'esperienza Madrigali Magri, fu l'incontro di Succi con Bruno Dorella a determinarne la carriera degli anni successivi, con il progetto Bachi da pietra. Il nuovo progetto proponeva un blues scarno e minimale dai toni poeticamente noir. Il primo album dei Bachi da pietra fu registrato nella cripta della chiesa di Sant’Ippolito a Nizza Monferrato e prodotto sempre dalla Wallace Records con il titolo Tornare nella Terra.
A questo primo lavoro del progetto Succi/Dorella, seguirono negli anni successivi gli album Non io (Die Schachtel/Wallace Records, 2007), Tarlo terzo (Wallace Records, 2008), e Quarzo (Santeria Records/Wallace Records), affermandosi come "una delle realtà di riferimento del panorama alternativo nazionale".
Dal concerto del Teatro Dimora l'Arboreto di Mondaino il 19 luglio 2009, scaturito da un'idea di Francesco Donadello dei Giardini di Mirò, venne pubblicato l'album/DVD Insect Tracks (Boring Machines/Wallace Records, 2010). Fu invece del 2011 la Split EP Massimo Volume/Bachi da pietra.
Un brano di Non Io viene inserito nella colonna sonora di una fiction  Fox, si tratta del singolo Casa Di Legno, nell'episodio finale della seconda serie di Sons Of Anarchy, unico caso di gruppo italiano nella colonna sonora della serie.

### 2012-2016: Tra Bachi Da Pietra, collaborazioni ed esperimenti d'interprete
Nel 2012 Succi avviò un progetto di collaborazione con un altro musicista della scuderia Wallace Records, Riccardo Gamondi degli Uochi Toki, che prevedeva "una selezione di letture" compilata dallo stesso Succi, "da sonorizzare con l’elettronica" del Gamondi. Nacque così il progetto La Morte, che ricomponeva parti selezionate dalla letteratura italiana e non solo, declamate dallo stesso Succi e musicate tramite synth, campionatori e field recording da Gamondi, aprendo così ad un modus operandi fatto di incroci tra storia della letteratura e sonorizzazioni che Succi riproporrà più volte durante la sua carriera. Sempre dello stesso anno è poi l'avvio del progetto Spam & Sound Ensemble, che coinvolgeva il duo Succi/Dorella assieme ad Ivan Antonio Rossi (già sound designer di band come Zen Circus, Bad Love Experience, Virginiana Miller, OvO) in un album omonimo pubblicato dalla Retroazione Compagnie Fonografiche, che mescolava suoni concreti di nonluoghi come aeroporti e metropolitane a composizioni ispirate all'easy listening ed alla musica da ascensore fatte di sonorità di elettronica anni Cinquanta, Motown, jazz, rock, musica disco e fusion in un'idea di "melting pot globale" e "perdita di identità che sottostà all’intero lavoro".
Ma fu del 2012 anche il primo esperimento solista di Giovanni Succi, un album per sola voce dal titolo Il Conte di Kevenhüller (Tarzan Records, 2012) in cui l'artista ritorna a confrontarsi con letteratura e poesia recitando i versi di Giorgio Caproni.
Se il 2013 vide occupare Succi nell'uscita del nuovo album dei Bachi da pietra intitolato Quintale (Woodworm) e del 12" EP Habemus Baco (Wallace Records/Tannen Records/La Tempesta Dischi), assieme ai tour ad essi collegati, fu con il 2014 che Succi si dedicò alla realizzazione del nuovo album solista intitolato Lampi per macachi (Wallace Records) in cui riproponeva otto brani di Paolo Conte. Registrato in una cantina vitivinicola di Incisa Scapaccino con la partecipazione di Glauco Salvo e Mattia Boscolo ed il sound design di Mattia Coletti, l'album delinea la necessità del cantautore di "traslitterare nel proprio alfabeto emotivo e sonoro brani tanto importanti per la propria formazione artistica e umana", riportandoli ad uno stato di blues spoglio e minimale, privandoli del pianoforte e delle melodie jazz tipiche di Conte. Sempre nel 2014 i Bachi da pietra furono invitati dagli Afterhours ad interpretare il brano Punto G nell'edizione speciale dell'album Hai paura del Buio? Reloaded (Universal Music), per poi pubblicare l'album Necroide (Wallace Records/Tannen Records, 2015) e lo split 7" con The Shipwreck Bag Show intitolato Figli dei giorni silenziosi / Roccia (Bloody Sound Fucktory, 2016).
Nel 2016 Giovanni Succi viene invitato dal collettivo Megabaita, di cui fanno parte anche gli Uochi Toki, a mettere la voce narrante nella serie d'animazione intitolata Il cartografo.

### 2012-in poi: L'attività teatrale e divulgativa.
L'attività teatrale di Giovanni Succi si inquadra nella tradizione del Teatro di narrazione. Unisce musica, letteratura e divulgazione, avendo per soggetto opere di altri autori della letteratura italiana e straniera. Negli anni ha prodotto un alternarsi di vari spettacoli dedicati a: Dante Alighieri, Le Rime Petrose (presentato spesso col titolo informale de "L'arte del selfie nel Medioevo"). Ludovico Ariosto, trame comiche nell’Orlando Furioso. Giacomo Leopardi, La ginestra (presentato col titolo informale di “Leopardi Dark Ambient”, introduzione e lettura integrale del testo su colonna sonora dark ambient di composizione dello stesso Succi). Guido Gozzano, antologia di testi e lettura integrale del poemetto: La Signorina Felicita (su colonna sonora originale e brani filologicamente sezionati e manipolati elettronicamente). Franz Kafka, Ein Hungerkünstler (un artista della fame, dedicato al personaggio di Giovanni Succi il Digiunatore). Giorgio Caproni, antologia dedicata ai non-luoghi e "Il fruscio della bestia in fuga"; lettura per sola voce del testo integrale de Il Conte di Kevenhüller. Pietro Aretino, Sonetti Lussuriosi (su colonna sonora ispirata al genere lounge e alle musiche del cinema erotico italiano anni Settanta). Una storia grammatica ovvero: l mistero della storia della lingua italiana. Altri autori oggetto di approfondimenti e divulgazioni: Eugenio Montale, Edoardo Sanguineti, Giovanni Giudici, Simone Cattaneo, Tito Balestra, Beppe Fenoglio, Cesare Pavese, Jacopone da Todi ecc.

### 2017-in poi: L'attività cantautorale
Nel 2017 Giovanni Succi produsse Con ghiaccio (La Tempesta Dischi), il primo album solista di materiale autografo, prendendo a prestito codici vocali tra spoken word e rap assemblati con melodie e piani sonori tipicamente kraut rock con sfumature di musica folk e post-punk. Al disco seguì la pubblicazione del singolo Balene per me (La Barberia) e l'omonimo videoclip per la regia di Filippo Tommasoli ed il tour nazionale.
L'8 marzo 2018, prima dell'uscita del secondo album solista, debuttò al Germi – Luogo di contaminazione di Milano (così battezzato da Manuel Agnelli) lo spettacolo di teatro-canzone intitolato L'arte del selfie nel Medioevo. Dante tra immagine e immaginazione. Partendo dalle Rime Petrose di Dante Alighieri, recitate a memoria e spesso sonorizzate con una semplice chitarra acustica, Succi mette in scena uno spettacolo che faceva riferimento fin dal titolo alla forma auto-rappresentativa tramite "parole in ritmi e rime" dell'opera dantesca.
Contemporaneamente alla distribuzione di L'arte del selfie nel Medioevo, Succi lavorò al nuovo album solista intitolato Carne cruda a colazione, che uscirà il 20 settembre del 2019 su marchio La Tempesta Dischi / Dischi Soviet Studio, anticipato dal videoclip del brano Algoritmo per la regia di Luca Deravignone. Il disco, che riscuote i plausi della critica confermando l'autore come una delle realtà più interessanti della penisola degli anni '10, presentava sonorità tra new wave ed elettronica e testi ironici e crudi. Nello stesso anno Giovanni Succi viene poi chiamato a mettere voce e testi nel progetto Apocalypse Lounge di Riccardo Orlandi della Tannen Records. L'album vedeva campionamenti da colonne sonore di film anni '60 e '70 selezionati ed elaborati da Orlandi nella costruzione di brani originali su cui andavano ad innestarsi le parole e la voce di Succi, assieme ad ospiti come Francesca Amati dei Comaneci, Nicola Manzan aka Bologna Violenta e Massimo Martellotta dei Calibro 35.

### Giovanni Succi scrittore.
La valenza letteraria riconosciuta dei testi delle canzoni e degli spettacoli letterari originali connota fin dagli esordi l'autore come scrittore propriamente detto; così come spesso egli stesso in riferimento al proprio operato:
"Scrive / fingendo il mondo in punti e linee" (da Morse, Bachi Da Pietra),
"La nostra strada è verso-incisa / per quante ce ne sono / incidere il verso nel suono / senza staccarsi dal suolo / rigare il quarzo con un chiodo che ti spunta in bocca / a chi tocca tocca / gran bel dono" (da Bignami, Bachi Da Pietra).
"Io fui della sostanza della nebbia e del fiato / io fui di una sostanza condannata a esistere / io fui di una sostanza rassegnata a rivivere / io fui di una sostanza ostinata a riscrivere / lo stesso codice per altra mano / un aratro portavo / campi bianchi a seme nero aravo" (da Seme nero, Bachi Da Pietra, con citazione e parafrasi all'indovinello veronese).
Nel gennaio 2023 è chiamato dal magazine Rolling Stone Italia a commentare alcune affermazioni del Ministro alla Cultura Gennaro Sangiuliano in merito agli orientamenti politici di Dante Alighieri.
Nello stesso anno partecipa all'antologia poetica Pasti caldi giù all'ospizio, a cura di Roberto Addeo (Transeuropa Edizioni), al quale suggerisce il titolo della raccolta, tratto da un verso di Simone Cattaneo. In quel contesto pubblica il poemetto inedito Marzo 2022, sul tema degli orrori della guerra in Ucraina.

### Il romanzo "Amaro Succi".
Nel 2024 esce il suo primo romanzo, Amaro Succi (Valigie Rosse Editore), uscito e presentato il 5 aprile al Germi LdC di Manuel Agnelli a MILANO in anteprima; poi nel capoluogo piemontese il 18 settembre 2024 al Circolo dei Lettori di Torino e in numerose conferenze e letture pubbliche in tutta Italia. Il romanzo gode di ottime recensioni da parte di lettori e critica e giunge alla terza ristampa nello stesso anno. Nella prefazione al romanzo Bruno Dorella racconta l'incontro con Succi e la loro prima esperienza di collaborazione dal vivo nel 2004, alla vigilia della nascita dei Bachi Da Pietra. Altre presentazioni pubbliche in presenza dell'autore (corrispondenti ai post dedicati da profilo Instagram): 21/09/2024 Spazio Lumen, FIRENZE; 28/09/2024 PREMIO LETTERARIO DESSÌ, VILLACIDRO; 05/10/2024 PISA BOOK FESTIVAL, PISA; 06/10/2024 Libreria Mondadori, LIVORNO; 13/10/2024 Casa del Teatro 3, ASTI; 25/10/2024 Casetta Zebrina, PADOVA; 26/10/2024 Nuovo Bar Astra, VICENZA; 27/10/2024 Biblioteca di Buja, UDINE; 4/04/2025 Zac!, IVREA; 9/05/2025, Libreria Roma PONTEDERA (Gruppo di lettura).

### 2022-in poi: direttore artistico di eventi letterari e musicali.
L'associazione Germi LdC di Manuel Agnelli gli affida la direzione artistica degli eventi estivi al Castello Sforzesco di Milano per le estati 2022 e 2023. Ospiti dell'edizione 2023, in collaborazione con Paolo Giordano: Marta del Grandi, Cecilia Sala, Valerio Aprea, Gipi, Marco Drago, Anna Carol, Mattia Insolia, Rodrigo D'erasmo, Greta Olivo. Tema: "La leggerezza di Italo Calvino".
Dal novembre 2024 riceve da Manuel Agnelli l'incarico della direzione artistica della programmazione del Germi LdC di via Cicco Simonetta a Milano, locale con palco, libreria e bar che ospita eventi letterari e musicali. In quel contesto coordina la rassegna "Carne Fresca, Suoni dal Futuro", aperta a giovani gruppi emergenti.
Nel 2025 collabora con Radio24 come ospite del programma "Leoni per Agnelli"; come coordinatore della rassegna dal vivo al Festival dell'Economia di Trento insieme a Manuel Agnelli per Radio24 e in seguito alla parte musicale del Milano Film Fest 2025, condotto da Claudio Santamaria.

## Discografia

### Solista
Album
- 2012 – Il Conte di Kevenhüller
- 2014 – Lampi per macachi
- 2017 – Con ghiaccio
- 2019 – Carne cruda a colazione

Singoli ed EP
- 2018 – Balene per me

### Con Madrigali Magri
Album
- 1999 – Lische
- 2000 – Negarville
- 2002 – Malacarne

### Con Bachi Da pietra
Album
- 2005 – Tornare nella Terra
- 2007 – Non io
- 2008 – Tarlo terzo
- 2010 – Insect Tracks
- 2010 – Quarzo
- 2013 – Quintale
- 2015 – Necroide
- 2021 - Reset
- 2023 - Accetta & Continua

Singoli ed EP
- 2011 – Massimo Volume + Bachi da pietra Split con i Massimo Volume
- 2013 – Festivalbug
- 2015 – Habemus Baco
- 2016 – Figli dei giorni silenziosi / Roccia Split con The Shipwreck Bag Show

### Con La Morte
- 2012 – La Morte

### Con Spam & Sound Ensemble
- 2012 – Spam & Sound Ensemble

### Con Apocalypse Lounge
- 2020 – Apocalypse Lounge